# Ковалёв, Ефим Никифорович
Ефим Никифорович Ковалёв  (1903, Владикавказ — 1993, Москва) — советский врач-невропатолог, организатор здравоохранения, педагог, доктор медицинских наук, профессор.
Ковалёвым предложена система непрерывного повышения квалификации практических врачей-невропатологов. Является автором около 100 работ, посвященных инфекционным и сосудистым заболеваниям нервной системы.

## Биография
Родился 25 декабря 1902 года (7 января 1903 года по новому стилю) во Владикавказе Терской области.
Окончил медицинский факультет Ростовского государственного университета в 1928 году.
Работал ассистентом кафедры нервных болезней Ленинградского медицинского института (1932—1937) и ассистентом кафедры нервных болезней, затем стал директором Воронежского государственного медицинского института (1937—1943).
Участник Великой Отечественной войны, звание майор медицинской службы. Военную службу завершил в мае 1950 года.
Организатор и директор 3-го Московского медицинского института (1943—1950), переведенного в город Рязань. Заведующий кафедрой нервных болезней Рязанского медицинского института с 1950 года.
Докторскую диссертацию на тему «Опухоли головного мозга и беременность: (Клинич. материалы)» защитил в 1964 году.
Умер в декабре 1993 года в Москве.